# 第120飛行隊 (イスラエル空軍)
イスラエル空軍 第120飛行隊（120 Squadron） は、イスラエル航空宇宙軍で大型輸送機、空中給油機等を運用する飛行隊である。
別名としてインターナショナル・スコードロン（The International Squadron）あるいはデザート・ジャイアンツ・スコードロン（The Desert Giants Squadron）とも呼ばれる。

## 歴史
第122飛行隊は、1962年に運用機種をノール ノラトラに改編した第103飛行隊から移管された4機のダグラス DC-3 ダコタ/C-47 スカイトレインを運用する要人輸送飛行隊として、ロッド空軍基地（現在のベン・グリオン国際空港）で編成された。尚、同じく第103飛行隊からDC-3/C-47を移管され、第120飛行隊と同時期に編成された第122飛行隊は20機程度のDC-3/C-47を運用する事となり、こちらは"ダコタ・スコードロン"と呼ばれる事となった。
第120飛行隊にはこの後、1964年2月からボーイング377 "ストラトクルーザー"を改修した B-377M "アナク"の配備が開始された。この機体は民間型のB-377をベースに軍用輸送機型のC-97 "ストラトフレイター"相当に改修したもので、改修作業はべデック・アビエーション(現在のイスラエル・エアロスペース・インダストリーズ)によって行われた。この後更に、1967年頃からは空中給油機型のKC-97 "ストラトタンカー"の導入配備も始まった。第120飛行隊では計5機の輸送機型と9機の空中給油機型、合わせて14機のB-377系機種を集中運用した。
また1967年の第三次中東戦争の際にはエル・アル航空で保管されていた1機の古いロッキード コンステレーションを借り出してきて、こちらも輸送や補給任務に投入した。このコンステレーションは、1948年の第一次中東戦争当時に第106飛行隊で運用されていたものであった。
1971年10月から11月にかけて、新たにC-130H 2機が第120飛行隊に配備され、第120飛行隊はイスラエル空軍において最初にC-130系機種を運用した飛行隊となった。
また、翌1972年1月には第120飛行隊にボーイング707型機の配備も開始され、1973年からは国産のIAI ウェストウィンド/シースキャンも配備された。またこの頃には、最初に配備されたDC-3/C-47を第122飛行隊"ダコタ・スコードロン"に移管した。
1973年10月に発生した第四次中東戦争の後にアメリカから12機のC-130Eが緊急供与され、これを運用する飛行隊として第131飛行隊が新編された。また、1974年にはノール ノラトラを運用していた第103飛行隊にも2機のC-130Hが配備された。
1976年には第103飛行隊のノラトラが退役してギリシャに売却され、また6機のC-130Hの追加配備が行われた。これを受けてイスラエル空軍は第131飛行隊に第103飛行隊を統合してC-130系の集中運用を行う事とし、この際に第120飛行隊に最初に配備されていた2機のC-130Hも第131飛行隊に移管された。
1977年にはボーイング707-300系の機体の追加配備も始まり、これらを受けてこの頃にはB-377/KC-97系は順次退役し始めていた。最後のKC-97が退役したのは1978年4月であった。
第120飛行隊はこの後もロッド空港/ベン・グリオン国際空港を拠点にB-707、および空中給油機型のKC-707、そしてウェストウィンド/シースキャンといった機種の運用を続けていたが、2000年代にベン・グリオン国際空港のキャパシティー改善を目的として、第131飛行隊/第103飛行隊などと共に南部地区のネバティム空軍基地に拠点を移した。

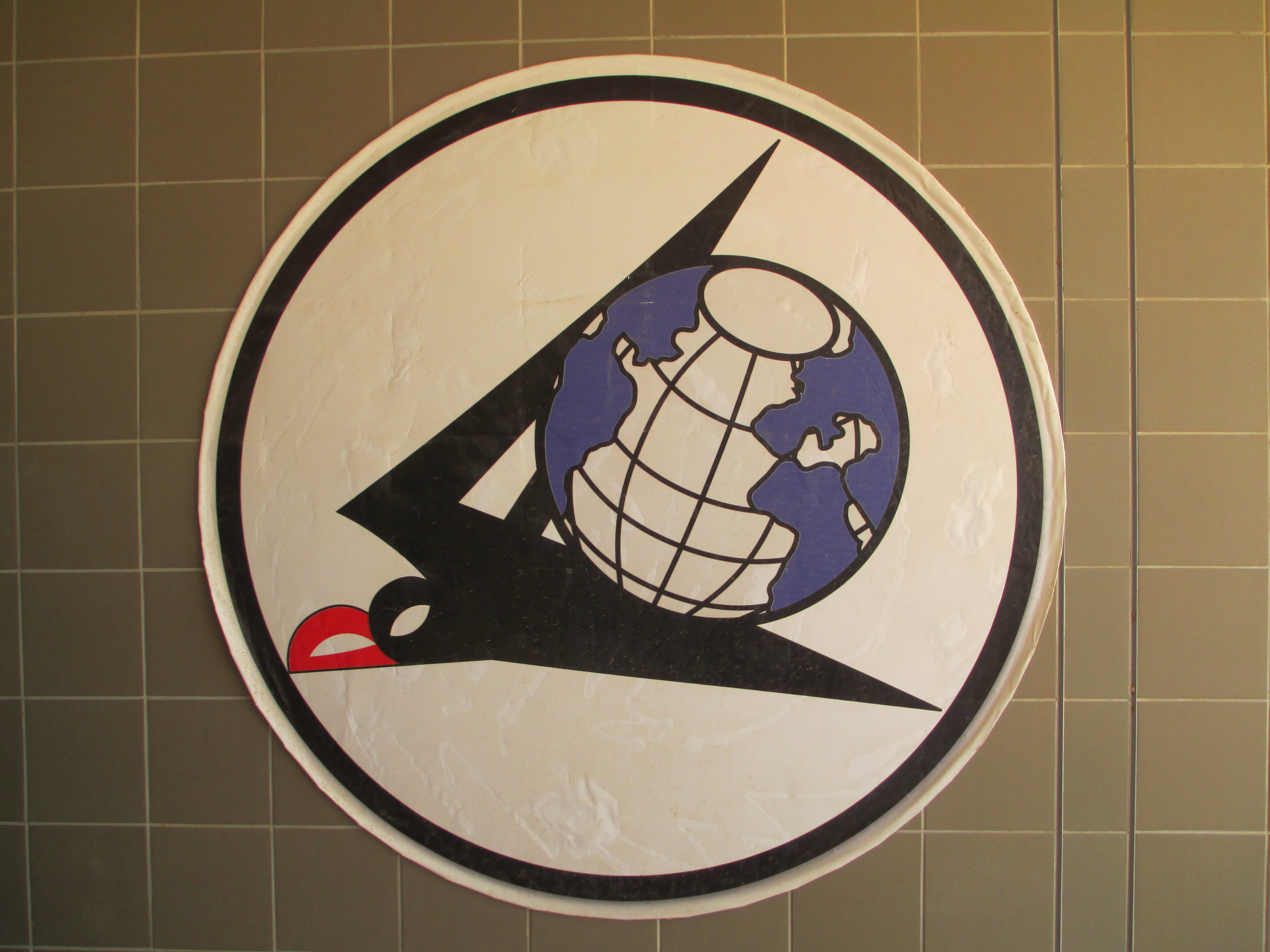
第120飛行隊の部隊マーク。
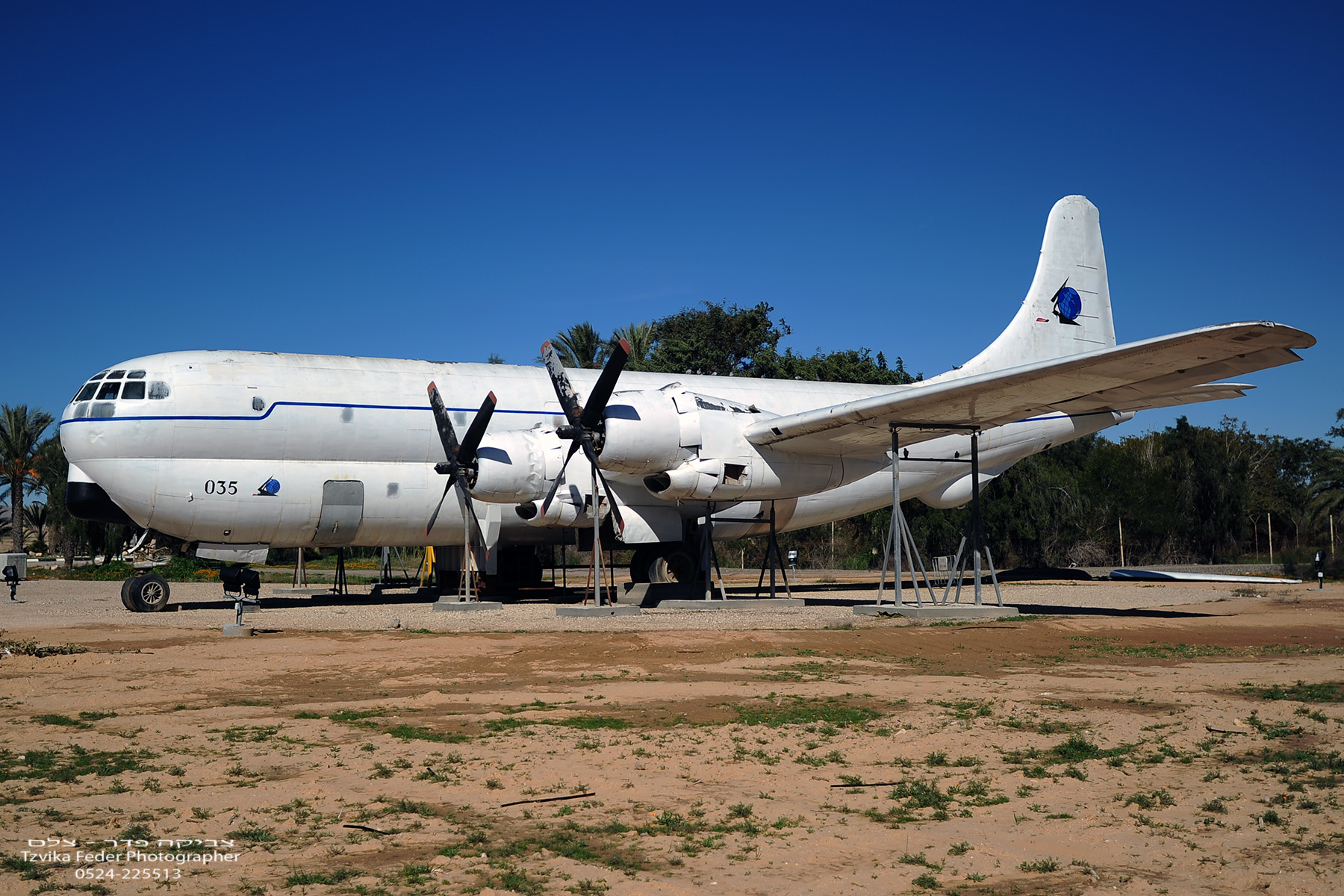
第120飛行隊のB-377。
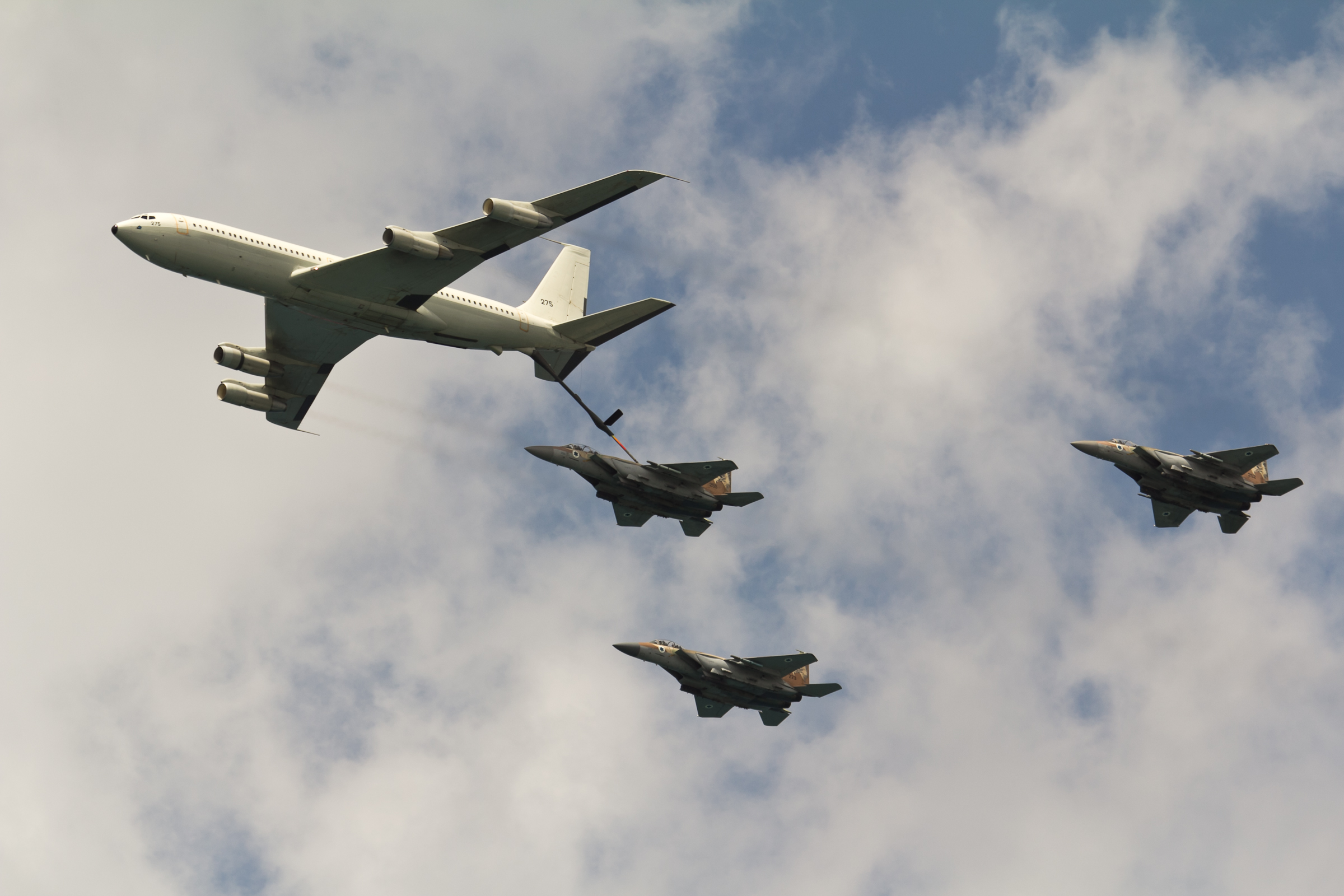
F-15に空中給油を行うKC-707。
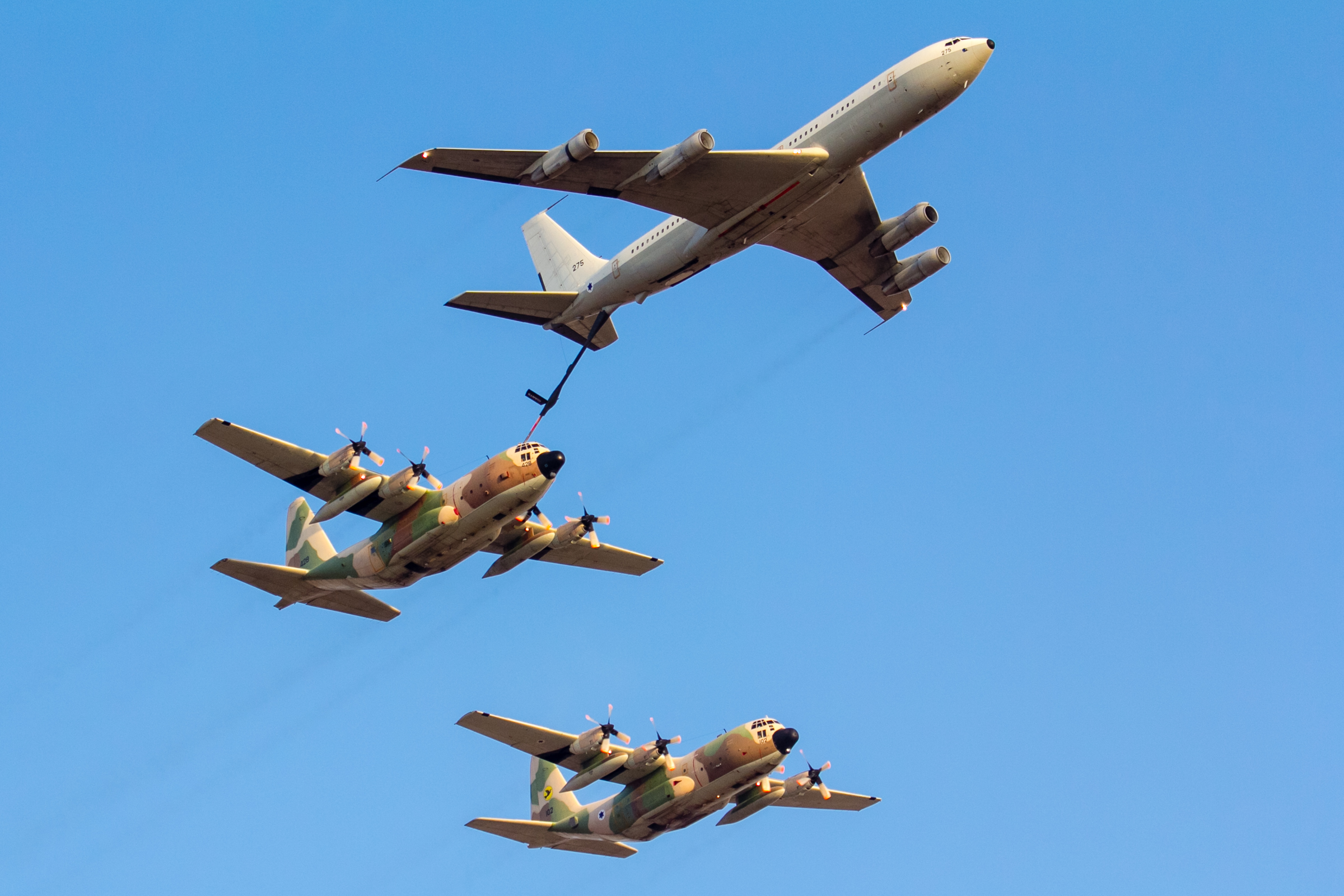
C-130に空中給油を行うKC-707。
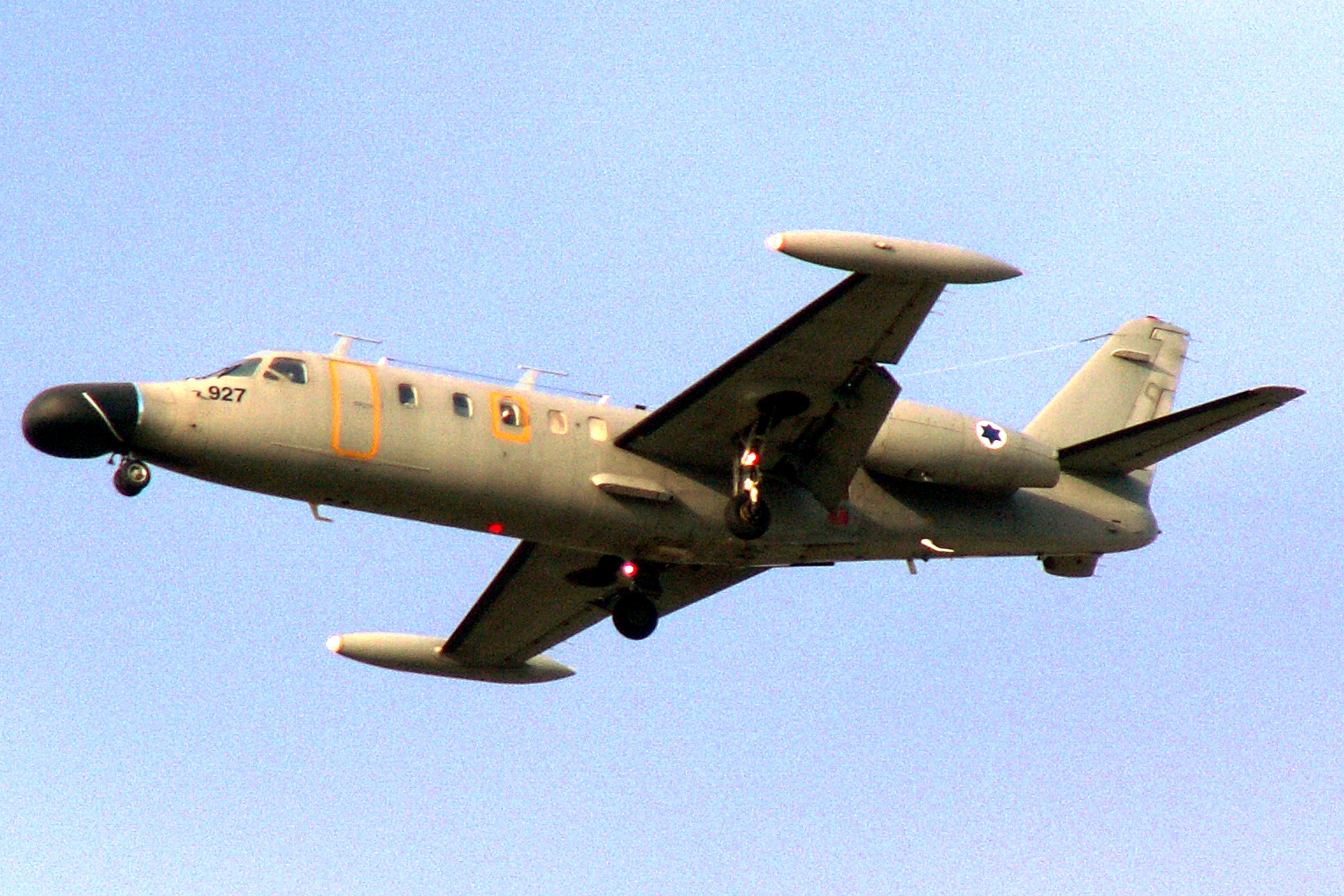
第120飛行隊のシースキャン。